# Modemuze
Modemuze is een online samenwerkingsverband tussen verschillende Nederlandse en Vlaamse musea met een noemenswaardige modecollectie. Modemuze fungeert voor deze musea als een online tentoonstellingsruimte, vrij toegankelijk voor publiek en probeert het publiek via blogs en een nieuwsbrief te laten participeren. Modemuze is online beschikbaar sinds 2012.

## Betrokken musea
Er zijn een groot aantal musea betrokken bij Modemuze, onder meer:
- Amsterdam Museum (betrokken vanaf de start van Modemuze)
- Centraal Museum Utrecht (betrokken vanaf de start van Modemuze)
- CODA Museum
- Design Museum Den Bosch
- Fries Museum (betrokken vanaf de start van Modemuze)
- Kunstmuseum Den Haag
- Modemuseum Hasselt
- Museum Arnhem (betrokken vanaf de start van Modemuze)
- Museum Rotterdam (betrokken vanaf de start van Modemuze)
- Nederlands Openluchtmuseum
- Paleis Het Loo (betrokken vanaf de start van Modemuze)
- Rijksmuseum (betrokken vanaf de start van Modemuze)
- Tassenmuseum Amsterdam (opgeheven in 2020)
- Textielmuseum
- Theatercollectie Allard Pierson
- Nationaal Museum van Wereldculturen
- Zuiderzeemuseum[2][3]

Er wordt van de betrokken musea een contributie van tussen de 1000-3000 euro verwacht. Hiervoor krijgen ze verhoogde zichtbaarheid door hun aansluiting bij de website, maar ook kennisuitwisseling met andere betrokken musea. Alle geregistreerde musea mogen toetreden tot het samenwerkingsverband.

## Redenen voor oprichting
Naast kennisdeling en verhoogde zichtbaarheid zijn er nog andere redenen voor het oprichten van Modemuze. Specifiek voor de conservering en het behoud van textiel is dat musea deze artikelen maar beperkt kunnen tentoonstellen. Veel kledingstukken kunnen niet langer dan zes maanden aaneengesloten in een tentoonstelling aanwezig zijn, omdat het stuk anders wordt aangetast. Modemuze lost dit probleem op door digitale tentoonstellingsruimte te bieden.
Ook de uitwisseling tussen de verschillende musea wordt bevorderd door Modemuze, waardoor de opbouw van nieuwe tentoonstellingen makkelijker wordt, evenals de uitwisseling van kennis. Verder ziet Modemuze kans om het publiek meer te betrekken bij de collecties en modegeschiedenis. De betrokken musea vertegenwoordigen gezamenlijk een collectie die een periode van de 16e eeuw tot en met heden bestrijkt. Toch zijn de museumvertegenwoordigers niet de enige bijdragers aan de blogs en informatie op Modemuze. De helft van de stukken is geschreven door mensen die niet voor de musea werken. Daarnaast werkt Modemuze ook in meer internationaal verband via Europeana Fashion, waardoor een publiek bereikt kan worden dat anders veelal voor de Nederlandse en Vlaamse musea onbereikbaar zou zijn.